# Skibsskrue
En skibsskrue er et fremdrivningsmiddel i et maskindreven skib, den anbringes agter i skibet og ved sin omdrejning i vandet frembringer en kraft, der overført til skibet giver dette fart, enten frem eller tilbage. skibsskrue har to eller flere skrueblade, der hver er en del af en skrueflade; de samles symmetrisk i et skruenav, der anbringes på enden af skrueakslen, som får en omdrejende bevægelse af maskinen. Den tobladede skibsskrue anvendes mest i fartøjer, der tillige anvender sejlkraft, da bladene kan stilles i læ af rorstævnen, så de ikke gør modstand, når skibet drives frem ved sejl. Den firebladede skibsskrue er den almindeligste. skruebladene kan være støbt i eet med navet, eller bladene kan være til at påsætte dette, hvorved de nemmere kan skiftes. Bladene kan endvidere være bevægelige, så de kan stilles til frem- eller tilbagedrivning, uden at maskinen forandrer sin gangretning, dette anvendes særligt i mindre motorfartøjer. Skibsskruer har ofte forskellige stigning, idet denne vokser fra navet til bladspidsen (vredne skrueblade). skibsskrue forfærdiges af støbejern, støbestål eller metal, der hver har sine fordele og mangler. Skibsskrue kan enten være højreskåren eller venstreskåren. Ved en højreskåren skibsskrue drejer bladene fra deres øverste stilling til højre under fremfart, set agten for skruen; ved en venstreskåren til venstre. Enskruede skibe har som regel højreskåren skibsskrue, i toskruede skibe drejer skibsskrue som regel udefter, den styrbords er højreskåren, den bagbords venstreskåren.
Til erstatning af skibsskrue i visse skibstyper havde den danske ingeniør H.C. Vogt konstrueret en propel, pendulpropellen, der består af et blad, der gives en vuggende bevægelse i vandet lignende halens på en fisk, hvorved drivkraften fremskaffes. Pendulpropellen gav dog ikke tilfredsstillende resultater i forsøg.